# Cecelnîk, Dunaiivți
Cecelnîk (în ucraineană Чечельник) este localitatea de reședință a comunei Cecelnîk din raionul Dunaiivți, regiunea Hmelnîțkîi, Ucraina.

## Demografie
Componența lingvistică a localității Cecelnîk
     Ucraineană (99,11%)
     Alte limbi (0,89%)
Conform recensământului din 2001, majoritatea populației localității Cecelnîk era vorbitoare de ucraineană (99,11%), existând în minoritate și vorbitori de alte limbi.